# Penestoglossa marocanella
Penestoglossa marocanella är en fjärilsart som beskrevs av Lucas 1933. Penestoglossa marocanella ingår i släktet Penestoglossa och familjen säckspinnare. Inga underarter finns listade i Catalogue of Life.